# Man, Småland
Man är en sjö i Västerviks kommun i Småland och ingår i Storån-Botorpsströmmens kustområde. Sjön har en area på 0,195 kvadratkilometer och ligger 115 meter över havet.

## Delavrinningsområde
Man ingår i det delavrinningsområde (643540-151550) som SMHI kallar för Utloppet av Loftern. Medelhöjden är 126 meter över havet och ytan är 9,65 kvadratkilometer. Det finns ett avrinningsområde uppströms, och räknas det in blir den ackumulerade arean 18,57 kvadratkilometer. Avrinningsområdets utflöde Loftaån (Sedingsjöån) mynnar i havet. Avrinningsområdet består mestadels av skog (68 procent). Avrinningsområdet har 2,04 kvadratkilometer vattenytor vilket ger det en sjöprocent på 21,2 procent.